# Антоненко Андрій Сергійович
Андрі́й Сергі́йович Анто́ненко (Ріфф, Riff; нар. 2 жовтня 1971, Київ) — поет, музикант, засновник і фронтмен гурту «Riffmaster», учасник російсько-української війни. З грудня 2019 перебуває під арештом за недоведеною підозрою у підготовці вбивства журналіста з російським та білоруським громадянствами Павла Шеремета.

## Життєпис
Народився в Києві 2 жовтня 1971 року. Дитинство Антоненка пройшло в єврейському районі міста, в місцевості, що має народну назву Єврейський базар. За власними словами, є наполовину євреєм, його дід був польським євреєм. Закінчив музичну школу за класом білоруських цимбалів і Культурно-освітнє училище (диригент самодіяльного хору), викладач гри на гітарі.
1989 року заснував треш-метал гурт «Лепрозорій», брав участь у музичних гуртах ADEM і DAZ Machine. У складі ADEM 1991 року переміг на рок-фестивалі в Москві, підписавши контракт на запис платівки в Лос-Анджелесі, але в день вильоту стався путч і розвал СРСР, тому гурт залишився в Україні.
2003 року заснував сольний проєкт «Riffmaster», де писав музику, тексти, був гітаристом і вокалістом. 2007 року вийшов дебютний альбом — «Beautiful Day», 2015 року — альбом «Котлета по-киевски».
Найвідоміша пісня Андрія — «Тихо прийшов, тихо пішов», що вважається неофіційним гімном Сил спеціальних операцій ЗСУ.

### На війні
У травні 2015 Андрій з солістом гурту Тартак Олександром Положинським вперше виступив в зоні проведення АТО для бійців ЗСУ на передовій російсько-української війни. За весь час (з 2015 по 2017 роки) Ріффмайстер виступив в зоні проведення АТО/ООС понад 300 разів. За цей внесок Андрій Антоненко був відзначений чисельними грамотами та подяками від різних підрозділів та відзнакою «Музичного батальйону» на День українського добровольця 14 березня 2021 року.
У 2016—2017 роках був добровольцем в лавах «Першого добровольчого мобільного шпиталю ім. Миколи Пирогова». В службі медеваку MedStar Медевак ПДМШ виконував роботу по евакуації поранених з переднього краю, перебуваючи на посаді водія-санітара. За цей період має відзнаку Міністра оборони України «За сприяння Збройним Силам України». Є учасником антитеррористичної операції, має посвідчення «Учасник війни» та Нагрудний знак «Учасник АТО». Нагороджений відзнакою Президента України «За гуманітарну участь в антитерористичній операції».
З липня 2017 року проходить військову службу за контрактом в лавах Сили спеціальних операцій Збройних сил України(ССО ЗСУ), в Командуванні ССО з червня 2019 року.

## Кримінальне провадження

### 2019
12 грудня 2019 Антоненка заарештували за підозрою у підготовці вбивства відомого українського журналіста Павла Шеремета, що сталося 20 липня 2016 року. Йому інкримінували організацію вбивства, яке, за версією поліції, здійснено ним разом з Яною Дугарь та Юлією Кузьменко. Як вказано в тексті повідомлення про підозру, правоохоронці вважають, що Антоненко, «захопившись ультранаціоналістичними ідеями, культивуючи величність арійської раси, розмежування суспільства за принципом національної належності, прагнучи зробити свої погляди об'єктом уваги громадськості, вчиняючи свої дії, щоб привернути увагу громадськості до певних політичних переконань… вирішив створити організовану групу, щоб у її складі вчинити вбивство журналіста та радіоведучого Шеремета».
Справа розглядається в Печерському суді Києва, суддею призначено скандально відомого Сергія Вовка, який раніше був суддею у двох справах, які у 2012 році були визнані Європарламентом та Європейським судом з прав людини переслідуваннями за політичними мотивами. У 2015—2016 роках Вовк був відсторонений від посади Вищою кваліфікаційною комісією суддів, всього його було відсторонено п'ять разів. Його підозрювали у тому, що він, зловживаючи службовим становищем та навмисно порушуючи вимоги закону, постановив завідомо неправосудне рішення у цивільній справі, незаконно позбавивши громадянина права власності на належне йому майно. Прокурором у справі є Олександр Лукашенко, який не пройшов переатестацію. Згідно з опублікованим у 2017 році розслідуванням, вартість маєтків Лукашенка значно вища за доходи, які отримує правоохоронець і його сім'я. Зокрема, прокурор зміг купити в Києві квартиру за 5 гривень.
8 грудня 2019 року під час судового засідання щодо обрання запобіжного заходу Антоненко відкинув звинувачення слідчого та зазначив, що не має жодного стосунку до справи, а також: «якщо від мене десь просочиться — або від мого імені — що я визнав вину, зрозумійте, що був силовий тиск або тортури». Антоненко також зазначив, що народився у єврейському районі і його дід був польським євреєм, отже звинувачення у правих чи лівих поглядах є образливими для Андрія.
Також він навів низку відмінностей між своєю статурою і зовнішністю та статурою і зовнішністю людини на відеозаписах, які представило слідство та зазначив, що на момент вбивства не був знайомий з людьми, яких поліція підозрює в причетності до вбивства Шеремета. Попри це, Печерський суд призначив Антоненку утримання під вартою на два місяці без можливості внесення застави. 17 грудня слідчий намагався почати допит Антоненка, але він відмовився давати свідчення, назвавши слідство у справі упередженим.
Низка активістів, волонтерів та добровольців закликала всіх підтримувати Антоненка, Дугарь і Кузьменко. Заяву МВС вони сприйняли як цілеспрямовану дискредитацію добровольців і волонтерів. 17 грудня 2019 р у Харкові біля ГУ Нацполіції області пройшов концерт на підтримку Антоненка.
20 грудня Антоненко подав до суду на ТРК Україна, Арсена Авакова, Євгена Коваля, Володимира Зеленського та Руслана Рябошапку, вимагаючи захисту честі та гідності. Андрій звинуватив даних осіб в тому, що на брифінгу щодо його затримання ті виявили зневагу до презумпції невинуватості, звинувативши Антоненка у співучасті у вбивстві Шеремета без рішення суду.
27 грудня Київський апеляційний суд переніс скаргу щодо утримання під вартою Антоненка до 8 січня. Після публікації записів розмов Антоненка, його захист заперечив будь-який зв'язок Андрія з СБУ.

### 2020
7 лютого Антоненко заявив, що його адвокати досі не отримали матеріалів справи для ознайомлення, через що він відмовився давати будь-які свідчення. 12 березня Київський апеляційний суд відмовив у апеляції захисту Антоненка, залишивши його під вартою до 4 квітня.
21 травня матеріали по Андрію Антоненку, Юлії Кузьменко та Яні Дугарь було виділено в окремі кримінальні провадження і змінено підозри. Антоненко відтоді не проходить у справі, як організатор злочину.
13 липня Київський апеляційний суд постановив залишити Антоненка під вартою щонайменше до 23 липня. 18 липня Печерський суд Києва продовжив арешт Антоненку щонайменше на два місяці. 28 вересня суд присяжних відмовився відпустити Антоненка з-під варти.
6 жовтня Апеляційний суд Києва залишив Антоненка під арештом, викликало сутички між його прихильниками та силовиками під стінами суду. 7 грудня Апеляційний суд Києва вчергове відмовив Антоненку у зміні запобіжного заходу, залишивши під вартою до 19 грудня.

### 2021
24 квітня минуло 500 днів, які Антоненко знаходився за ґратами без доказів вини.
30 квітня Антоненку змінили запобіжний захід з тримання під вартою на цілодобовий домашній арешт. За рішенням суду Антоненко повинен носити електронний браслет.
10 вересня Андрій обвінчався зі Світланою Антоненко в храмі святого апостола і євангеліста Іоана Богослова (ПЦУ) в Києві.
27 вересня суд послабив домашній арешт Антоненка, його відпустили під нічний домашній арешт. 24 грудня домашній арешт Антоненка було продовжено і знято електронний браслет.

## Нагороди
- Відзнака Президента України «За гуманітарну участь в антитерористичній операції». Указ Президента України № 54/2016 від 17 лютого 2016 року.
- Нагрудний знак «Учасник АТО». Відзнака Начальника Генерального штабу Збройних сил України.
- Медаль «Честь. Слава. Держава» (26 вересня 2017) — за мужність, патріотизм, високу громадянську позицію, героїзм, бойові заслуги у захисті незалежності, суверенітету та територіальної цілісності України[38];
- ЗМІ помилково відзначають, що Андрій Антоненко був нагороджений орденом «За мужність» III ступеня[К 1].

## Виноски
1. ↑  21 жовтня 2014 року орденом "За мужність" III ступеня був нагороджений повний тезка музиканта, Антоненко Андрій Олексійович[39]